# Манагаров Іван Мефодійович
Іван Мефодійович Манагаров (31 травня (12 червня) 1898, Єнакієве — 27 листопада 1981, Ялта) — радянський воєначальник, у роки німецько-радянської війни командувач 53-ї армії 2-го Українського фронту. Герой Радянського Союзу (1945), генерал-полковник.

## Біографія
Народився 31 травня (12 червня) 1898 року в місті Єнакієве, в сім'ї шахтаря. Росіянин. Член ВКП (б) / КПРС з 1919 року. Освіта неповна середня. З 10 років працював на донецькій шахті № 20 виборцем породи, лампоносом, робочим-вальцювальником прокатного цеху Єнакіївського металургійного заводу.
Брав участь у боях Першої світової війни. З трьома Георгіївськими хрестами на грудях, незадоволений політикою Тимчасового уряду повернувся І. М. Манагаров в липні 1917 року в Єнакієве, де його, як досвідченого фронтовика, обрали заступником командира Червоногвардійського загону, сформованого з робітників заводу і шахт.
У Червоній Армії з 1918 року. У період Громадянської війни і військової інтервенції в Росії 1917—1922 роках — помічник командира і командир кавалерійського полку. Брав участь у боях на Південному і Царицинському фронтах.
З часом він став командиром 1-го Пролетарського полку, який під Царициним влився в 1-шу Сталеву дивізію Дмитра Жлоби, отримавши найменування 1-й Український сталевий полк. За бойові успіхи нагороджений Почесною грамотою Реввійськради Республіки.
1923 року закінчив кавалерійську військову школу, а 1931 року — Військово-політичну академію. З 1923 року командував кавалерійськими підрозділами в Ленінградському військовому окрузі й на Туркестанському фронті. З 1926 року І. Манагаров — секретар партбюро кавалерійського полку в Приволзькому військовому окрузі, з 1931 року — комісар механізованого полку, а з 1932 року — командир і комісар кавалерійського полку.
У 1936—1938 роках перебував у спеціальному відрядженні в Китаї і Монголії. З 1938 року командував 8-ю кавалерійською дивізією. У 1941—1942 роках командував кавалерійською дивізією, стрілецьким і кавалерійським корпусами в складі Далекосхідного фронту.
Учасник Другої світової війни з січня 1942 року. У січні-березні 1942 року командував 16-м, у березні-грудні 1942 року — 7-м кавалерійськими корпусами. Брав участь у боях на Брянському і Калінінському фронтах.
У грудні 1942 року — березні 1943 року був командувачем 41-ю армією Калінінського фронту, що брала участь в Ржевсько-Вяземський операції.
Тільки з 10 по 15 березня 1943 41-ша армія під командуванням І. Манагарова, що брала участь у контрнаступі радянських військ, визволила 317 населених пунктів, в тому числі місто Білий і районний центр Батурин, захопивши при цьому 244 танки і багато іншої техніки і озброєння. Німці втратили тут убитими 3 800 і пораненими близько 5 000 чоловік.
У березні-грудні 1943 року і з березня 1944 до кінця війни І. Манагаров командував 53-ю армією. У складі Степового фронту війська армії брали участь у Курській битві і битві за Дніпро, у складі 2-го Українського фронту — у Кіровоградській, Корсунь-Шевченківській, Умансько-Ботошанській, Яссько-Кишинівській, Будапештській і Празькій наступальних операціях, а в складі Забайкальського фронту — в Хінгано-Мукденській наступальної операції.
Особливо відзначилися війська армії під командуванням І. Манагарова при оволодінні містами Харків, Полтава, Кременчук, Бухарест, Клуж, Егер, Будапешт, Брно.
Його ім'я неодноразово згадується в шеститомній «Історії Великої Вітчизняної війни Радянського Союзу».
Особливо яскраво його бойові якості проявилися під час оточення та знищення великої ворожого угруповання в районі Будапешта, яке було завершено 13 лютого 1945 року.
З'єднання 53-ї армії (2-й Український фронт) під командуванням генерал-лейтенанта І. Манагарова в районі міста Годонін (Чехословаччина) 12 квітня 1945 успішно форсували річку Морава. Діючи у складі ударної групи військ фронту, вели запеклі бої в районі Праценських висот.
Указом Президії Верховної Ради СРСР від 28 квітня 1945 року за зразкове виконання бойових завдань командування на фронті боротьби з німецько-фашистськими загарбниками і проявлені при цьому мужність і героїзм, генерал-лейтенанту Манагарову Івану Мефодійовичу присвоєно звання Героя Радянського Союзу з врученням ордена Леніна і медалі «Золота Зірка» (№ 6400).
У червні 1945 року 53-тя армія була перекинута на Далекий Схід, де воювала до капітуляції Японії.
Після війни командував 4-ю армією в Закавказькому військовому окрузі. У 1947 році закінчив Вищі академічні курси при Військовій академії Генштабу. У 1949—1953 роках командував військами ППО Київського району. З вересня 1953 року генерал-полковник І. Манагаров — у відставку за станом здоров'я.
Жив у Ялті (Крим). Помер 27 листопада 1981 року. Похований на Старому кладовищі в Ялті.

## Нагороди та вшанування пам'яті
Нагороджений двома орденами Леніна, орденом Жовтневої Революції, трьома орденами Червоного Прапора, орденами Суворова 1-го ступеня, Кутузова 1-го ступеня, Богдана Хмельницького 1-го ступеня, двома орденами Червоної Зірки, медалями, іноземними нагородами.
Почесний громадянин міста Єнакієве.
У місті Єнакієве на алеї Героїв встановлена пам'ятна стела І. Манагарова.